# Lupburg
Lupburg er en købstad (markt) i Landkreis Neumarkt in der Oberpfalz i Oberpfalz i den tyske delstat Bayern.

## Geografi
Byen ligger på Jurakegel oven for dalen til Schwarze Laber.

### Inddeling
Ud over Lupburg ligger i kommunen landsbyerne
Degerndorf og See med bebyggelserne Seibertshofen, Niederhofen og Dettenhofen. Degerndorf og See var indtil områdereformerne i 1970'erne selvstændige kommuner.

## Historie
Lupburg nævnes første gang i 960. Med Konrad von Luppurgs død i 1313 (Biskop af Regensburg fra 1296) uddøde den lokale adelsslægt, og Burg Lupburg, og området omkring kom under Ærkestiftet Regensburg. Den nuværende kommune blev dannet i 1818.